# ارلن مارتل
ارلن مارتل (انگلیسی: Arlene Martel؛ ۱۴ آوریل ۱۹۳۶ – ۱۲ اوت ۲۰۱۴) یک هنرپیشه اهل ایالات متحده آمریکا بود.